# غييرمو دياز (كرة سلة)
غييرمو دياز (بالإسبانية: Guillermo Díaz) مواليد 4 مارس 1985 في سان خوان، هو لاعب كرة سلة بورتوريكي. بدأ مسيرته الاحترافية في سنة 2006. تم اختياره من قبل فريق لوس أنجلوس كليبرز خلال الدرافت. يلعب مع فريق سان لورينزو في دوري كرة السلة الوطني الأرجنتيني كلاعب هجوم خلفي. يحمل الرقم 1. حقق المركز الثاني في بطولة أمم الأمريكتين لكرة السلة 2009.

## المسيرة الاحترافية
لعب مع لوس أنجلوس كليبرز في سنة 2008، ثم لعب مع يوفي كازيرتا باسكت في الدوري الإيطالي في موسم 2008–2009، ثم لعب مع بييلا لكرة السلة في موسم 2009–2010، ثم لعب مع فيكتوريا يبرتاس بيزارو في الدوري الإيطالي في موسم 2010–2011.

## الميداليات
| الميدالية | المسابقة                             |
| --------- | ------------------------------------ |
| فضية      | بطولة أمم الأمريكتين لكرة السلة 2009 |

## روابط خارجية
- غييرمو دياز على موقع إن بي أي (الإنجليزية)
- غييرمو دياز على موقع سبورتس رفرنس (الإنجليزية)
- غييرمو دياز على موقع كرة السلة الأوروبية.كوم (الإنجليزية)
- غييرمو دياز على موقع كلية كرة السلة في سبورتس رفرنس.كوم (الإنجليزية)
- غييرمو دياز على موقع ريلجم (الإنجليزية)
- غييرمو دياز على موقع بروبوليرز (الإنجليزية)
- غييرمو دياز على موقع سبورتس رفرنس (الإنجليزية)
- غييرمو دياز على موقع سبورتس رفرنس (الإنجليزية)